# 許世亨
許世亨（？—1789年），四川新都人，回族。清朝乾隆年间的武将。
初為騎兵。從征金川、西藏。以武舉授把總，累遷守備。復從征金川，賜孔雀翎，加勁勇巴圖魯。累擢參將。乾隆四十一年（1776年），金川平，擢雲南騰越鎮總兵。五十二年（1787年），赴臺灣平定林爽文叛亂，平亂後改賜堅勇巴圖魯名號，圖形紫光閣，列前二十功臣。五十三年（1788年）二月，調廣西提督。從征安南，攻克昇龍（今越南河內市），封一等子。五十四年（1789年）正月，阮惠率兵反攻，清軍戰敗，孫士毅渡富良江退兵，許世亨與尚維昇、張朝龍等斷後，戰死。進封三等壯烈伯，祀昭忠祠，諡昭毅。子許文謨。

## 家族
- 弟弟：許世德，官至浙江處州鎮總兵，曾於嘉慶二年（1797年）被賞花翎
- 兒子：許文謨（?-1824），襲三等壯烈伯、繼勇巴圖魯，乾隆五十五年（1790年）武舉出身，官至浙江提督，諡號「壯勇」

## 延伸阅读
[在维基数据编辑]
 《清史稿·卷334》，出自趙爾巽《清史稿》